# 플로리안 헨켈 폰 도너스마르크

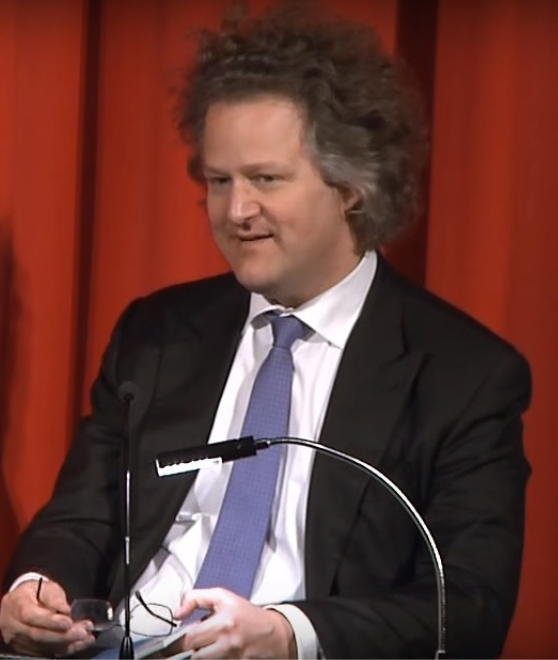
Florian Henckel von Donnersmarck

플로리안 마리아 게오르크 크리스티안 헨켈 폰 도너스마르크 백작(Florian Maria Georg Christian, Graf Henckel von Donnersmarck, 1973년 5월 2일 쾰른 - )는 독일의 영화감독이다. 2007년 오스카 상을 받은 영화 타인의 삶으로 가장 유명하다. 신장은 205cm.

## 삶
헨켈 폰 도너스마르크 백작가에서 태어나, 유년기를 뉴욕, 베를린, 프랑크푸르트, 브뤼셀에서 보냈다. 상트페테르부르그에서 2년동안 유학했으며, 러시아어 교사로 잠시 일했다. 1993년부터 3년동안 옥스퍼드 대학교 뉴 칼리지에서 철학, 정치학 등을 공부했다.

## 영화
첫 장편영화인 타인의 삶이 2006년 3월 독일에서 개봉했고, 4개월 후 독일 영화상을 받았다. 2007년 오스카에서는 최고의 외국영화상을 받았다.